# Ben Jackson
Benjamin "Ben" Jackson es un personaje de ficción interpretado por Michael Craze en la longeva serie británica de ciencia ficción Doctor Who. Se trata de un marinero en la Royal Navy de 1966, y es un acompañante del Primer y del Segundo Doctor, formando parte del reparto regular entre 1966 y 1967. Ben apareció en 9 historias (36 episodios).

## Historia del personaje
Ben aparece por primera vez en el serial del Primer Doctor The War Machines, donde conoce a Polly y a Dodo Chaplet en un club nocturno de Londres llamado el Inferno. Sirve a la Royal Navy en el HMS Teazer, y se siente deprimido y enfadado porque tiene que quedarse en tierra seis meses mientras se llevan su barco a las Indias Occidentales, pero Polly y Dodo intentan animarle. Cuando Polly es acosada por otro patrón en el Inferno, Ben sale a su rescate. Finalmente, Ben y Polly ayudan al Doctor en su lucha contra la inteligencia artificial maligna conocida como WOTAN. Después, Ben y Polly serán los encargados de darle al Doctor la noticia de que Dodo ha decidido quedarse en 1966, y este se los lleva accidentalmente en la TARDIS cuando vuelven para devolverle al Doctor la llave de Dodo.
Ben es un tipo campechano, confiable y leal, pero tiende a ser desconfiado cuando le ocultan algo o no entiende lo que está pasando. Está muy apegado a Polly, llamándola con el mote de "Duquesa" y nombrándose a sí mismo su protector y del Doctor. Está presente con Polly cuando el Primer Doctor se regenera en el Segundo, y continúa viajando con este. En sus viajes con Polly y el nuevo Doctor, se encuentra con los Daleks, los Cybermen, los Macra, científicos locos y un nuevo acompañante, Jamie McCrimmon.
Finalmente, la TARDIS logra regresar al Londres de 1966 (en The Faceless Ones) en el mismo día que Ben y Polly se fueron (aunque ha pasado un año para ellos). Deciden quedarse atrás para volver a sus vidas como si nada, mientras el Doctor y Jamie prosiguen su viaje.
Lo que ocurre con Ben después de su regreso a la Tierra no queda aclarado. El Doctor parece pensar que Ben se convertirá en almirante y que Polly cuidará de él, pero no está claro si esto es una predicción o simplemente un buen deseo. Ben será mencionado por Sarah Jane Smith en The Sarah Jane Adventures, en el episodio Death of the Doctor, diciendo que trabaja con Polly en la India "llevando un orfanato allí".

## Otras menciones
El Séptimo Doctor susurra su nombre en The Curse of Fenric y una imagen suya aparece junto con la de todos los acompañantes hasta entonces salvo Leela en la pantalla del escáner en Resurrection of the Daleks.